# WDC 65816/65802

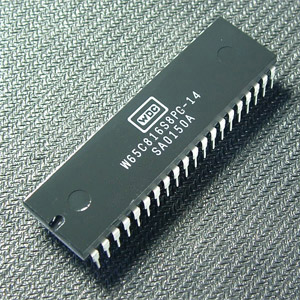
Procesor W65C816S

WDC 65816 (również 65C816) – 16-bitowy procesor opracowany przez firmę Western Design Center. Jest to rozszerzona wersja układu MOS 6502.
Pierwszy człon oznaczenia – 65 wskazuje na zachowanie kompatybilności z modelem 6502, natomiast drugi człon – 816 oznacza możliwość pracy w trybach 8 i 16-bitowym. Procesor wytwarzany i sprzedawany był od połowy lat 80. XX wieku do początku następnej dekady przez kilka przedsiębiorstw takich jak GTE czy Sanyo (na zasadzie second-sourced). Do dziś ciągle rozprowadzany jest przez firmę WDC zaś architektura układu została zaimplementowana jako IP core w niektórych systemach np. serii układów scalonych Winbond W55V9x. Projektantem 65816 praktycznie w całości był założyciel i zarazem dyrektor generalny firmy WDC, Bill Mensch. Jedyną osobą która wspierała rozwój, była siostra konstruktora. Praca nad projektem rozpoczęła się w 1982 r., a zakończyła w marcu 1984 r. Procesory używane głównie w komputerach Acorn Communicator, Apple IIGS oraz w konsoli Super Nintendo Entertainment System. W tym ostatnim przypadku układ ma oznaczenie Ricoh 5A22 i stanowi zmodyfikowaną wersję 65C816.

## Model 65802
WDC 65802 (również 65C802) stanowi układ 65816 w obudowie i rozkładzie pinów takim samym jak w 6502. Wersja ta produkowana była przez firmy WDC i GTE od połowy lat 80. do początku lat 90. Podstawowym zamierzeniem konstruktorów była zamiana 8-bitowej architektury 6502/65C02 w 16-bitową modelu 65816 przy zachowaniu zgodności z pierwowzorem. By tego dokonać w WDC 65802 zredukowano szynę adresową do 16 bitów (możliwość adresowania 64 KiB pamięci). Wszystkie rozkazy, rejestry etc. z 65816 pozostały jednak nienaruszone, tyle że ich użycie nie dawało żadnego efektu.

## Dane techniczne
Główne cechy modelu 65C816S
- wykonanie w technologii CMOS w celu zmniejszenia zapotrzebowania na energię (300 µA przy 1 MHz) oraz redukcji zakłóceń
- szeroki zakres możliwego napięcia zasilającego: 1,8 V ±5%, 2,5 V ±5%, 3,0 V ±5%, 3,3 V ±10%, 5,0 V ±5%
- tryb emulacji pozwalający na uzyskanie pełnej sprzętowej i programowej zgodności z 6502 (z wyjątkiem nieudokumentowanych rozkazów)
- 24-bitowa szyna adresowa dająca dostęp do obszaru 16 MiB pamięci
- 16-bitowe:
  - jednostka arytmetyczno-logiczna
  - akumulator
  - wskaźnik stosu
  - rejestry indeksowe
- 24 tryby adresowania, w tym 13 pochodzących z 6502
- instrukcja wspierająca stosowanie koprocesora
- zdolność przesunięcia bloku
- rozkazy Wait-for-Interrupt (WAI) i Stop-the-Clock (STP) pomagające zredukować zużycie energii

## Wykorzystanie współczesne
Procesor jest wykorzystywany w karcie turbo do Atari XE/XL Rapidus.